# Corpus Christi en Jaén
La solemnidad del Corpus Christi (en latín, "Cuerpo de Cristo") es una celebración religiosa católica que cuenta con amplia repercusión popular en la ciudad de Jaén.
Se celebra el domingo posterior a la solemnidad de la Santísima Trinidad, que a su vez tiene lugar el domingo siguiente a Pentecostés. Específicamente, el Corpus Christi se celebra en la ciudad el décimo domingo después de la primera luna llena de primavera del hemisferio norte. Litúrgicamente, se celebraba el jueves anterior pero fue trasladada al domingo siguiente para adaptarse al calendario laboral.

## Historia
El origen de la fiesta dedicada al Cuerpo y la Sangre de Jesús se encuentra en la Baja Edad Media, habiéndose celebrado desde su institución el sexagésimo día después de la Pascua de Resurrección, esto es, en jueves. En el siglo XX, en España y otros países se ha trasladado la celebración litúrgica al domingo sucesivo.
Al finalizar la procesión, se realiza la bendición con el Santísimo desde el balcón central de la fachada principal de la catedral. El fin de semana siguiente, de la Octava del Corpus, se celebra triduo eucarístico en la catedral, finalizando con una solemne procesión claustral por el interior de las naves catedralicias.
En la ciudad hay constancia de la celebración del Corpus Christi ya en el siglo XV, tal y como recogen las Crónicas del Condestable Iranzo. En esta época convivían con la festividad religiosa añadidos profanos como la presencia de los «diablillos» y algunas comparsas de danza formadas por moriscos y gitanos, que convertían la procesión en un día de diversión para el pueblo. Tal era la importancia de este día en la ciudad que un dicho popular hacía referencia a ella: «Tres jueves hay en el año que brillan más que el sol: Jueves Santo, Corpus Christi y el jueves de la Ascensión».

A la fiesta del Corpus Christi el repostero de estrados del señor condestable hacía barrer toda la calle delante de su posada y echar muchos ramos e juncia. Y colgaba en las paredes de la dicha calle, por donde había de pasar el Corpus Christi, cuantos paños franceses tenía. Y su merced iba a la iglesia mayor muy bien vestido y acompañado de muchos caballeros e otras gentes. Y de que había oído misa, iba con las andas en la procesión.
Crónicas del Condestable Iranzo.

La celebración en la ciudad se ha realizado tradicionalmente por la mañana, aunque el obispo Antolín Monescillo, preocupado por el sol, logró un privilegio del papa Pío IX en 1876 para realizar la procesión por la tarde. Este privilegio no se hace efectivo actualmente en la ciudad, que celebra la procesión en la mañana del domingo, pero sí continúa vigente en otras localidades de la provincia, como el Corpus de Villacarrillo.

## La Custodia
La custodia actual es una réplica de la original que fue destruida en 1936 tras el estallido de la guerra civil. La original era obra de Juan Ruiz "El Vandalino", quien firmó el contrato para realizarla en 1533.
La obra, realizada en plata, de planta hexagonal y de seis cuerpos que disminuyen progresivamente. En el primer cuerpo está colocado el viril sostenido por ángeles con un diámetro de unos 12 cm, rodeado por pequeñas columnas con imágenes de los apóstoles, en el segundo cuerpo hay tallados ángeles junto con Abraham e Isaac, en el tercero se encuentra la imagen de la Virgen María, en el cuarto la de San Juan, el quinto y sexto en disminución hasta terminar con el remate del Resucitado. Mide 2 m de altura y su peso es de 109 kg.

## Procesión y cortejo
La procesión está encabezada por la cruz alzada de la Santa Iglesia Catedral, a la que siguen los grupos de la Adoración nocturna de la ciudad. Tras ellos participan los niños y niñas que han realizado la primera comunión en el año. Desde aquí y en orden inverso a su fecha de fundación se disponen las cofradías de pasión y de gloria, cerrando esta sección del cortejo las hermandades sacramentales. Seguidamente, el clero y el cabildo catedralicio anteceden el paso de la custodia que porta el Santísimo Sacramento, acompañado en la trasera por un palio eucarístico. Tras el paso, se disponen las autoridades civiles y militares, el cabildo municipal y los representantes de la universidad.
La procesión finaliza en la catedral y desde el balcón central de la fachada se realiza la bendición con el Santísimo a todos los presentes.

## Altares
Diferentes Hermandades y Cofradías de la ciudad, así como multitud de vecinos, instalan altares que engalanan el recorrido de la procesión. Destacan los altares instalados por las Hermandades Sacramentales del Perdón, Expiración o Santa Cena. Se celebra un concurso, organizado por la asociación de amigos de la catedral, en el que se premia el altar, balcón o alfombra más vistoso.